# 小出友華
小出 友華（こいで ゆうか、1990年5月7日 - ）は、日本の元ファッションモデル、元ヘアモデル。長野県出身。株式会社スプラウトに所属していた。

## 来歴
- 2012年
  - 第29回ベストジーニスト・一般新人部門　準グランプリを受賞[2]。
  - 2012年度美女暦年間1位を獲得[2]。

- 2013年　東京福祉大学教育学部教育学科卒業[2]。
- スプラウトを退所しており、ブログの更新も停まっている。現在の動向は不明。

## 人物
- 趣味：読書、映画鑑賞[2]
- 特技：料理[2]
- 資格：養護教諭一種免許、ホームヘルパー2級、医療福祉環境アドバイザー[2]

## 出演

### バラエティー
- 一夜づけ（2014年4月 - 2015年3月、テレビ東京） - レギュラー

### 雑誌
- 『mina』 - 読者モデル
- 『VoCE』（2013年7月号） - ヘアモデル
- 『Myベストヘア2013』（秋号・冬号）
- 『Ray特別編集　熱愛!おしゃれヘアカタログ500』（2013年）

### 写真集
- 『晴れのちツインテール』（2012年11月8日、飛鳥新社）ISBN  978-4864102018

### Web
- 日本ツインテール協会　ロリチェンガール[4]
- 美女暦（2012年12月3日、2013年1月1日）